# Caserío de San José
Caserío de San José es una localidad perteneciente al municipio de Valtiendas, en la provincia de Segovia, comunidad autónoma de Castilla y León, España. Según el Instituto Nacional de Estadística la localidad se llama San José.

## Geografía

### Ubicación
La localidad de Caserío de San José se encuentra situada en la zona central de la península ibérica, en el extremo norte de la provincia de Segovia, y sus coordenadas son 41°30′23″N 3°53′22″O / 41.50639, -3.88944.
| Noroeste: Sacramenia | Norte: Haza     | Noreste: Haza        |
| Oeste: Sacramenia    |                 | Este: Haza           |
| Suroeste: Valtiendas | Sur: Fuentesoto | Sureste: Torreadrada |

### Clima
El clima de Caserío de San José es mediterráneo continentalizado, como consecuencia de la elevada altitud y su alejamiento de la costa, sus principales características son:
- La temperatura media anual es de 11,50 °C con una importante oscilación térmica entre el día y la noche que puede superar los 20 °C. Los inviernos son largos y fríos, con frecuentes nieblas y heladas, mientras que los veranos son cortos y calurosos, con máximas en torno a los 30 °C, pero mínimas frescas, superando ligeramente los 13 °C. El refrán castellano "Nueve meses de invierno y tres de infierno" lo caracteriza a la perfección.

- Las precipitaciones anuales son escasas (453,70mm) pero se distribuyen de manera relativamente equilibrada a lo largo del año excepto en el verano que es la estación más seca (71,10mm). Las montañas que delimitan la meseta retienen los vientos y las lluvias, excepto por el Oeste, donde la ausencia de grandes montañas abre un pasillo al Océano Atlántico por el que penetran la mayoría de las precipitaciones que llegan a Caserío de San José.

| Precipitaciones por estación (mm) |        |        |          |        |
| Primavera                         | Verano | Otoño  | Invierno | TOTAL  |
| 135,30                            | 71,10  | 120,30 | 127,00   | 453,70 |

En la Clasificación climática de Köppen se corresponde con un clima Csb (oceánico mediterráneo), una transición entre el Csa (mediterráneo) y el Cfb (oceánico) producto de la altitud. A diferencia del mediterráneo presenta un verano más suave, pero al contrario que en el oceánico hay una estación seca en los meses más cálidos.
| Parámetros climáticos promedio de Moradillo de Roa en el periodo 1961-1996                                                             | Parámetros climáticos promedio de Moradillo de Roa en el periodo 1961-1996 | Parámetros climáticos promedio de Moradillo de Roa en el periodo 1961-1996 | Parámetros climáticos promedio de Moradillo de Roa en el periodo 1961-1996 | Parámetros climáticos promedio de Moradillo de Roa en el periodo 1961-1996 | Parámetros climáticos promedio de Moradillo de Roa en el periodo 1961-1996 | Parámetros climáticos promedio de Moradillo de Roa en el periodo 1961-1996 | Parámetros climáticos promedio de Moradillo de Roa en el periodo 1961-1996 | Parámetros climáticos promedio de Moradillo de Roa en el periodo 1961-1996 | Parámetros climáticos promedio de Moradillo de Roa en el periodo 1961-1996 | Parámetros climáticos promedio de Moradillo de Roa en el periodo 1961-1996 | Parámetros climáticos promedio de Moradillo de Roa en el periodo 1961-1996 | Parámetros climáticos promedio de Moradillo de Roa en el periodo 1961-1996 | Parámetros climáticos promedio de Moradillo de Roa en el periodo 1961-1996 |
| Mes | Ene.                                                                       | Feb.                                                                       | Mar.                                                                       | Abr.                                                                       | May.                                                                       | Jun.                                                                       | Jul.                                                                       | Ago.                                                                       | Sep.                                                                       | Oct.                                                                       | Nov.                                                                       | Dic.                                                                       | Anual                                                                      |
| --- | -------------------------------------------------------------------------- | -------------------------------------------------------------------------- | -------------------------------------------------------------------------- | -------------------------------------------------------------------------- | -------------------------------------------------------------------------- | -------------------------------------------------------------------------- | -------------------------------------------------------------------------- | -------------------------------------------------------------------------- | -------------------------------------------------------------------------- | -------------------------------------------------------------------------- | -------------------------------------------------------------------------- | -------------------------------------------------------------------------- | -------------------------------------------------------------------------- |
| Precipitación total (mm) | 43.20                                                                      | 40.10                                                                      | 36.00                                                                      | 47.10                                                                      | 52.10                                                                      | 34.20                                                                      | 21.50                                                                      | 15.40                                                                      | 26.80                                                                      | 44.30                                                                      | 49.30                                                                      | 43.70                                                                      | 453.70                                                                     |
| Fuente: Ministerio de Agricultura, Alimentación y Medio Ambiente. Datos de precipitación para el periodo 1961-1996 en Moradillo de Roa |                                                                            |                                                                            |                                                                            |                                                                            |                                                                            |                                                                            |                                                                            |                                                                            |                                                                            |                                                                            |                                                                            |                                                                            |                                                                            |

## Demografía
| 66            | 63 | 54 | 52 | 45 | 41 | 18 | 30 | 31 | 30 | 29 | 27 |
| (Fuente: INE) |    |    |    |    |    |    |    |    |    |    |    |

## Historia
Su fundación es relativamente reciente en relación con los pueblos de la zona. Las primeras casas datan de 1824.